# Ad Reinhardt
Adolph Dietmar Friedrich Reinhardt, llamado también "Ad" Reinhardt (Buffalo (Nueva York), 24 de diciembre de 1913 - Nueva York, 30 de agosto de 1967) fue un pintor y escritor, pionero del arte conceptual, comúnmente considerado neodadaísta.

## Biografía
Reinhardt estudió historia del arte en la Universidad de Columbia, en donde trabó amistad con Robert Lax y Thomas Merton, con quienes desarrollaría conceptos similares de simplicidad en diferentes direcciones. 
Reinhardt estudió pintura con Carl Holty y Francis Criss en la Escuela Americana de Artistas, y luego en la Academia Nacional de Diseño, bajo la tutela de Karl Anderson. En 1936 comenzó a trabajar en el Proyecto de Arte Federal, y rápidamente se transformó en un miembro del grupo de Artistas Abstractos Americanos.
Tras completar sus estudios en el Instituto de Bellas Artes de la Universidad de Nueva York, comenzó a dar clases en el Brooklyn College, y más tarde en la Escuela de Bellas Artes de California en San Francisco, posteriormente en la Universidad de Wyoming, en la universidad de Yale, y en el Colegio Hunter de Nueva York.

## Estilo
Su trabajo evolucionó desde composiciones con formas geométricas en los años 1940, a trabajos en distintas tonalidades del mismo color (todo rojo, todo azul, todo blanco) en los 1950.
Reinhardt es conocido por sus llamadas pinturas "negras" en la década de 1960, que en un principio parecían ser simplemente lienzos pintados de negro, pero estaban en realidad compuestos por tonalidades de negro y cuasinegro. Entre otras evocaciones, estas pinturas pueden interpretarse como el cuestionamiento de si puede existir algo que sea tan absoluto, incluso en el negro, un color que algunos espectadores ni siquiera consideran como tal.

## Obra literaria
Su literatura incluye interesantes comentarios acerca de su propio trabajo y el trabajo de sus contemporáneos. Su ingenio conciso, su enfoque agudo y su abstracción hacen su lectura interesante incluso para aquellos que nunca han visto sus pinturas. Lo mismo que estas últimas, sus escritos levantan controversia décadas después de su composición.

## Obra
- Arte as Art, editado por Barbara Rose, U. of California Press, 1991.